# Stanisław Drzewiecki
Stanisław Drzewiecki (ur. 15 lipca 1987 w Moskwie) – polski pianista, kompozytor, laureat międzynarodowych konkursów pianistycznych.

## Życiorys
Jest synem pianistów: Jarosława Drzewieckiego i Tatiany Szebanowej.
Naukę gry na fortepianie rozpoczął w wieku czterech lat pod kierunkiem prof. Idy Leszczyńskiej w Szkole Muzycznej w Moskwie. Kształcił się pod kierunkiem Wiery Nosiny, Tatiany Szebanowej i Wiktora Mierżanowa. W 1992 roku, jako niespełna pięciolatek, zadebiutował solo na sali koncertowej im. P. Czajkowskiego w Moskwie.
W 1993 roku (w wieku 6 lat) odbył swoje pierwsze tournée koncertowe po Japonii, wraz z Sinfonią Varsovia. Rok później zadebiutował w Studiu Koncertowym Polskiego Radia im. Witolda Lutosławskiego w Warszawie, gdzie podczas koncertu transmitowanego przez TVP wykonał koncert J. Haydna z Sinfonią Varsovia pod dyrekcją Grzegorza Nowaka.
Był uczniem Zespołu Państwowych Szkół Muzycznych nr 4 im. Karola Szymanowskiego w Warszawie w klasie fortepianu Tatiany Szebanowej. Był studentem Akademii Muzycznej w Warszawie w klasie prof. Andrzeja Jasińskiego.
Wystąpił na estradach Londynu, Vancouver, Bergen, Tallinna, Wiednia, Paryża, Brukseli, Moskwy. Inaugurował sezon koncertowy w Bazylei, XXXIV Bydgoski Festiwal Muzyczny, X Dni teatru i Muzyki w Poznaniu, Festiwal Chopinowski w Kanadzie, Europalia 2001 w Belgii, Dni Polski w Austrii (2002), Festiwal Radia Francuskiego w Montpellier, Festiwal Radia Duńskiego w Kopenhadze, Festiwal Narodów w Niemczech (2002). W sierpniu 2002 roku zagrał koncert F. Chopina z orkiestrą w Los Angeles.
W 2005 uczestniczył w XV Konkursie Chopinowskim, który zakończył na pierwszym etapie.

## Życie prywatne
Jego żoną jest pochodząca z Łotwy pianistka Jekaterina Drzewiecka (z domu Sarajewa).
Stanisław Drzewiecki jest również prezesem firmy Drzewiecki Design zajmującej się tworzeniem oprogramowania do symulatorów lotów.

## Nagrody i wyróżnienia
- laureat Moskiewskiego Konkursu Pianistycznego
- Grand Prix na Europejskim Festiwalu Telewizyjnym w Alicante w Hiszpanii (1999)
- nominacje do Fryderyka '98 i '99
- Grand Prix X Konkursu Eurowizji dla Młodych Muzyków w Bergen w Norwegii
- laureat Paszportu „Polityki” za rok 2000
- stypendysta Ministra Kultury i Dziedzictwa Narodowego
- stypendysta Fundacji Ewy Czeszejko-Sochackiej „Promocja Talentu”

## Dyskografia
- Piano Concertos (Johann Sebastian Bach, Wolfgang Amadeus Mozart i Ludwig van Beethoven) (1998) – otrzymała nominację do nagrody „Fryderyk”;
- My First Gift (1999) – otrzymała nominację do nagrody „Fryderyk”;
- Chopin – Piano Concerto & 12 Etudes (2000, 2003) – otrzymała nominację do nagrody „Fryderyk”;
- Liszt, Schumann – Romantic Piano Recital (2002) – złota płyta w Polsce[3]
- W.A. Mozart – K.242, 365, 446 (2004);
- The Soul of Russia – Tchaikovsky & Shostakovich (2005);
- Chopin & Liszt – Selected Pieces (2006);
- Drzewiecki plays in Atlanta (DVD, 2006).